# Bibliotecas y ciencia de la información

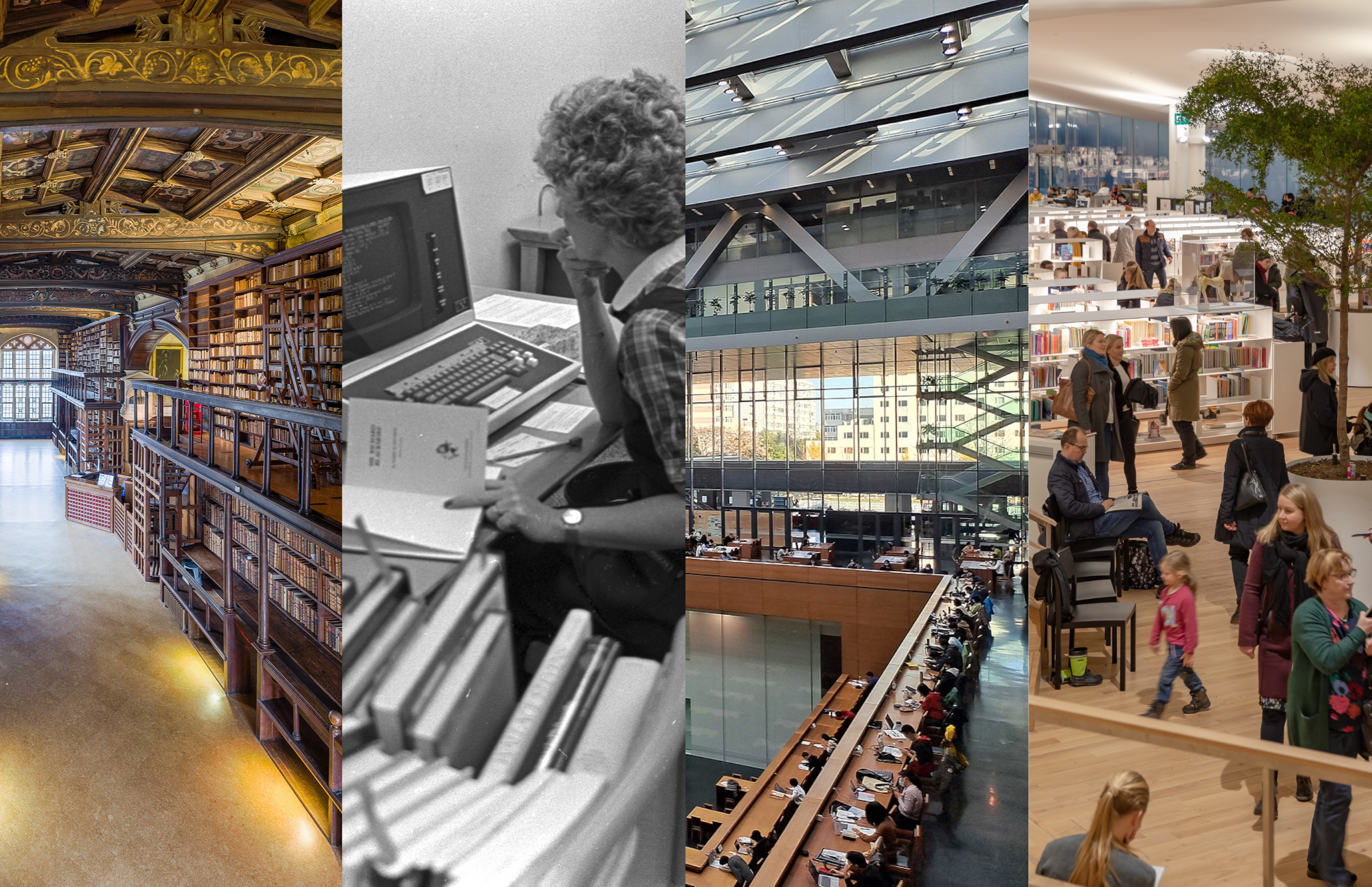
Diferentes bibliotecas de BCI alrededor del mundo

Bibliotecas y ciencia de la información (BCI) (a veces con los plurales  'biblioteca y ciencias de la información' ) es una fusión de los dos campos bibliotecología y ciencia de la información. La frase "Biblioteca y ciencia de la información" se asocia con escuelas de bibliotecologia y documentación (abreviado como "BCI"), que en general se desarrollaron a partir de los programas de formación profesional (no disciplinas académicas) a instituciones universitarias en la segunda mitad del siglo XX. En la última parte de la década de 1960 escuelas de bibliotecología comenzaron a añadir el término "ciencia de la información" a sus nombres. La primera escuela en hacer esto fue en la Universidad de Pittsburgh en 1964. Más escuelas siguieron durante los años de 1970 y 1980, y por la década de 1990 casi todas las escuelas de bibliotecología en los EE. UU. habían añadido ciencias de la información a sus nombres. La tendencia era más para la adopción de la tecnología de la información que por el concepto de una ciencia.
Biblioteca y ciencia de la información (BCI). El estudio y la práctica de métodos profesionales en el uso y explotación de la información, ya sea a partir de una base institucional o no, como también para el beneficio de los usuarios. Un término general y se utiliza para cubrir los términos como la bibliotecología, biblioteconomía, ciencias de la información, el trabajo de información, etc.
Un desarrollo similar se ha producido en grandes partes del mundo. En Dinamarca, por ejemplo, la 'Escuela Real de Biblioteconomía "en 1997 cambió su nombre Inglés a La Real Escuela de Bibliotecología y Ciencias de la Información. Otro indicio de este cambio es que el nombre  Librería de ciencias abstractas  en 1969 cambió su nombre a Librería y ciencias de la información abstractas. A pesar de esta fusión son las dos disciplinas originales (bibliotecología y la ciencia de la información) aún por algunos considerado como campos separados mientras que la tendencia principal de hoy es el uso de los términos como sinónimos, pero con diferentes connotaciones.
En algunas partes del mundo, el desarrollo ha sido un poco diferente. En Francia, por ejemplo, forman los estudios de ciencias de la información y comunicación una interdisciplina. En Tromsø, Noruega ciencias de documentación se prefiere que el nombre del campo.
En el comienzo del siglo 2XI1 una tendencia ha sido eliminar el término "biblioteca" y hablar de Escuela Inteligentes, 'departamentos de información', también ha habido un intento de revivir el concepto de documentación y hablar de estudios de Biblioteca, información y documentación (o ciencia). Otra tendencia, por ejemplo, en Suecia, es la de integrar los campos de la archivística, ciencia de Biblioteca y Museología para desarrollar un campo integrado: estudios de Archivo, Biblioteca y Museo.

## Las relaciones entre la bibliotecología, ciencias de la información y BCI
Tefko Saracevic (1992, p. 13) argumentó que la bibliotecología y ciencia de la información son campos separados:
"El terreno común entre la bibliotecología y ciencia de la información, que es muy fuerte, es en el reparto de su rol social y en su preocupación general por los problemas de la utilización eficaz de los registros gráficos. Pero también hay diferencias muy relevantes en diversos aspectos críticos, entre ellos en: (1) la selección de los problemas abordados y en la forma en que se han definido; (2) cuestiones teóricas planteadas y los marcos establecidos, (3) la naturaleza y el grado de experimentación y desarrollo empírico y el conocimiento práctico que resulta / competencias derivadas; (4) herramientas y enfoques utilizados; y (5) la naturaleza y la fuerza de las relaciones interdisciplinarias establecidas y la dependencia de los avances y la evolución de los enfoques interdisciplinarios. Todas estas diferencias justifican la conclusión de que la bibliotecología y ciencia de la información son dos campos diferentes en una relación interdisciplinaria fuerte, en lugar de uno y el mismo campo, o uno es un caso especial de la otra ".
Otra indicación de los diferentes usos de los dos términos son la indexación en Disertaciones Abstracts de ingresos medios-altos. En Disertaciones Abstractas Online  de noviembre de 2011 fueron 4.888 disertaciones indexados con el descriptor CIENCIA BIBLIOTECA y 9053 con la descripción de ciencia de la información. Para el año 2009 las cifras fueron 104 bibliotecología y 514 CIENCIA DE LA INFORMACIÓN. 891 disertaciones fueron indexados con ambos términos (36 en 2009).
Cabe considerar que la ciencia de información surgió a partir de ciencia documentación y por lo tanto tiene una tradición que considerar por la comunicación científica y académica, base de datos bibliográficos, conocimiento de la materia y la terminología, etc ciencia de Biblioteca, en cuenta el otro lado la mayoría concentrados en las bibliotecas y sus procesos internos y las mejores prácticas. También es importante considerar que la ciencia de la información que se hacía por los científicos, mientras que la bibliotecología se ha dividido entre las bibliotecas públicas y bibliotecas de investigación académica. Las Bibliotecas de las escuelas han educado principalmente bibliotecarios de las bibliotecas públicas y que no se muestra mucho interés en la comunicación científica y la documentación. Cuando científicos de la información de 1964 entraron en las escuelas de bibliotecología, trajeron con ellos las competencias en relación con la recuperación de información en bases de datos temáticas, incluyendo conceptos como la recuperación y precisión, técnicas de búsqueda booleanas, la formulación de consultas y cuestiones conexas. Asunto bases de datos bibliográficas y los índices de citas siempre un gran paso adelante en la difusión de información - y también en el plan de estudios en las escuelas de bibliotecología.
Julian Warner (2010) sugiere que la tradición de la información y ciencias de la computación en la recuperación de información puede ser caracterizado en términos generales como  'consulta en transformación' , con la consulta articulada verbalmente por el usuario antes de buscar y luego transformada por un sistema en un conjunto de los registros. Desde la biblioteconomía y la indexación, por otra parte, ha habido una tensión implícita en  'el poder de selección'  que permite al usuario hacer selecciones pertinentes.

## Dificultades que definen BCI
"La pregunta," ¿Qué es la biblioteca y ciencias de la información? "No provocar respuestas de la misma coherencia conceptual interna como preguntas similares en cuanto a la naturaleza de otros campos, por ejemplo," ¿Qué es la química? "," ¿Qué es la economía? ", "¿Qué es la medicina?" Cada uno de estos campos, aunque de amplio alcance, tiene vínculos claros con las preocupaciones básicas de su campo. [...] ni la teoría ni la práctica BCI se percibe a ser monolítica ni unificados por una literatura común o conjunto de habilidades profesionales. Ocasionalmente, académicos BCI (muchos de los cuales no se autoidentifican como miembros de una comunidad BCI interlectura, o prefieren nombres distintos de BCI), intentan, pero no logran, encontrar los conceptos básicos en común. Algunos creen que la computación y conceptos y habilidades de internet subyacen a prácticamente todos los aspectos importantes de la BCI, de hecho ver BCI como un subcampo de la informática! (Nota III.1) Otros afirman que BCI es principalmente una ciencia social acompañada de habilidades prácticas como la etnografía y entrevistas. Históricamente, tradiciones de servicio público, bibliografía, documentalismo, y ciencias de la información han visto su misión, sus conjuntos de herramientas filosóficas, y su dominio de la investigación de manera diferente. Y otros niegan la existencia de una mayor BCI metropolitana, ven BCI como una colección poco organizada de intereses especializados, unificados por nada más que ser compartidas y el uso de la información del descriptor. De hecho, las reclamaciones de vez en cuando surgen en el sentido de que el campo aún no tiene una teoría propia. " (Konrad, 2007, p. 652-653).

### ¿Campo Multidisciplinario, interdisciplinario o monodisciplinario?
El investigador sueco Emin Tengström (1993), describe la investigación interdisciplinaria como un proceso, no un estado o estructura. Él distingue tres niveles de ambición con respecto a la investigación interdisciplinaria:
- El nivel "Pluridisciplinario" o "multidisciplinariedad"
- El nivel interdisciplinario genuino: "interdisciplinariedad"
- El nivel de disciplina de formación "transdisciplinariedad"

Lo que se describe aquí es una vista de campos sociales como dinámico y cambiante. Biblioteca y ciencia de la información es vista como un campo que comenzó como un campo multidisciplinario basado en la literatura, la psicología, la sociología, administración, informática, etc, que se está desarrollando hacia una disciplina académica  en su propio derecho. Sin embargo, la siguiente cita parece indicar que BCI es en realidad el desarrollo en la dirección opuesta:
Chua & Yang (2008) estudio documentos publicados en  Diario de la Sociedad Americana de Ciencias de la Información y la Tecnología  en el periodo 1988-1997 y se encuentran, entre otras cosas: "Los mejores autores han crecido en la diversidad de los que se están afiliados principalmente con los departamentos de la biblioteca / relacionados con la información para incluir a los de la gestión de sistemas de información, tecnología de la información, los negocios y las humanidades. Entre clústeres heterogéneos de colaboración entre los principales autores, diversas disciplinas fuertemente conectadas pares de coautores se han vuelto más frecuentes. En consecuencia, la distribución de ocurrencias de las palabras clave principales que se apoya fuertemente en la ciencia básica de la información ha cambiado hacia otras subdisciplinas como la informática y la ciencia socioconductual ".
Como un campo con su propio cuerpo de conceptos interrelacionados, técnicas, revistas y asociaciones profesionales, BCI es claramente una disciplina. Pero por la naturaleza de su objeto de estudio y métodos de BCI es tan claramente una interdisciplina, basándose en muchos campos adyacentes (véase más adelante).

### Adhocracia fragmentada
Richard Whitley (1984, 2000) clasificó los campos científicos de acuerdo con su organización intelectual y social, y describe los estudios de gestión como un "adhocracia fragmentada", un campo con un bajo nivel de coordinación en torno a un conjunto difuso de objetivos y una terminología no especializada; pero con fuertes conexiones con la práctica en el sector empresarial. Åström (2006) aplicó este concepto a la descripción del BCI.

### Dispersión de la literatura
Meho & Spurgin (2005) encontraron que en una lista de 2.625 artículos publicados entre 1982 y 2002 por 68 miembros del cuerpo docente de 18 escuelas de biblioteconomía y documentación, a sólo 10 bases de datos proporcionan una cobertura significativa de la literatura LIS. Los resultados también muestran que la restricción de las fuentes de datos para uno, dos, o incluso tres bases de datos conduce a clasificaciones erróneas y conclusiones erróneas. Debido a que ninguna base de datos ofrece una cobertura completa de la literatura LIS, los investigadores deben recurrir a una amplia gama de bases de datos disciplinarios y multidisciplinarios para fines de investigación de clasificación y otros. Incluso cuando las nueve bases de datos más completas de LIS se buscaron y combinaron, 27,0% (710 de 2635) de las publicaciones no permanecen encontraron.
"El estudio confirma investigaciones anteriores que la literatura BCI está muy dispersa y no se limita a las bases de datos BCI estándar. Lo que no se conoce o verificada antes, sin embargo, es que una cantidad significativa de esta literatura está indexada en las bases de datos interdisciplinarios o multidisciplinarios de Conferencias y INSPEC otras bases de datos interdisciplinarios, como Estados Unidos: Historia y Vida, también resultaron ser muy útil y complementaria a las bases de datos LIS tradicionales, particularmente en las áreas de archivos y la historia de la biblioteca ". (Meho & Spurgin, 2005, p.1329).

## La preocupación única de bibliotecologia y ciencia de información
"La preocupación por las personas afectadas queden informados no es única para BCI, y por lo tanto no es suficiente para diferenciar LIS de otros campos. BCI son una parte de una empresa más grande." (Konrad, 2007, p. 655).
"La preocupación única de BCI es reconocido como: Declaración de la preocupación central de la LIS: 'Los seres humanos sean informados (construyendo significados) a través de la intermediación entre los investigadores y los registros instrumentados' . Ningún otro campo tiene esto como su preocupación. "(Konrad, 2007, p. 660)
"Tenga en cuenta que el término   información  no aparece en la declaración anterior que circunscribe las preocupaciones centrales del campo: Los efectos perjudiciales de la ambigüedad son discutidos anteriormente (Parte III) Furner [Furner 2004, 427] ha demostrado. que el discurso en el campo se ha mejorado en términos específicos se utilizan en lugar de la palabra-i para los sentidos específicos de ese término ". (Konrad, 2007, p. 661).
Michael Buckland escribió: "Los programas educativos en la biblioteca, información y documentación tienen que ver con lo que la gente sabe, no se limitan a la tecnología, y requieren conocimientos amplios, difieren fundamentalmente y de manera importante de los programas informáticos y de los programas de sistemas de información que se encuentran en. las escuelas de negocios. ".

## Teorías de BCI
Julian Warner (2010, p. 4-5) sugiere que
" 'Dos paradigmas, lo cognitivo y lo físico' , se han distinguido en la investigación de recuperación de información, pero comparten la asunción del valor de la entrega de los registros pertinentes(Ellis 1984, 19; Belkin and Vickery 1985, 114). A los efectos de la discusión aquí, pueden ser considerados como un solo paradigma heterogéneo, ligados pero no unidos por esta suposición común. El valor atribuido a la transformación consulta es disonante con la práctica común, donde los usuarios pueden preferir explorar una zona y pueden valorar con pleno conocimiento de la exploración. Algunas discusiones investigación disidentes han sido más congruente con la práctica, defendiendo la capacidad de exploración - la capacidad de explorar y hacer discriminaciones entre las representaciones de los objetos - como el principio de diseño fundamental para los sistemas de recuperación de información ".
El enfoque analítico de dominio(ejemplo., Hjørland 2010) sugiere que los criterios pertinentes para hacer discriminaciones en la recuperación de información son los criterios científicos y académicos. En algunos campos (por ejemplo, la medicina basada en la evidencia) las distinciones pertinentes son muy explícitas. En otros casos son implícitos o poco clara. En el nivel básico, la relevancia de los registros bibliográficos están determinados por criterios epistemológicos de lo que constituye el conocimiento.
Entre otros enfoques, también debe mencionarse Biblioteca Basada en la Evidencia e Información Práctica.

## Revistas
Algunas revistas principales en BCI son:
- Revisión Anual de Información de Ciencia y Tecnología (ARIST) (1966-2011)
- El Profesional de la Información (EPI) (1992 a)
- Tramitación y gestión de la información
- Información de Investigación: Una revista electrónica internacional (IR) (desde 1995)
- Italiano Revista de Estudios Bibliotecarios y de Información (JLIS.it)
- Diario de Documentación (jdoc) (1945)
- Diario de Ciencias de la Información (JIS) (1979)
- Diario de la Asociación para la Ciencia de la Información y Tecnología (anteriormente Revista de la Sociedad Americana de Ciencias de la Información y Tecnología) (JASIST) (1950)
- Organización del Conocimiento (revista)
- La Biblioteca Trimestral (LQ) (1931)
- Biblioteca Tendencias (1952)
- Scientometrics (revista) (1978 a)

Bases de datos bibliográficas importantes en LIS son, entre otros, Social Sciences Citation Index y Biblioteconomía y Documentación Resúmenes

## Conferencias
Esta es una lista de algunas de las principales conferencias en el campo.
- Reunión Anual de la Sociedad Americana de Ciencias de la Información y Tecnología
- Concepciones de Biblioteconomía y Documentación
- I-School "iConferences '
- CIIU - la Conferencia de Información Comportamiento https://web.archive.org/web/20120714152856/http://informationr.net/isic/index.html
- El Federación Internacional de Asociaciones de Bibliotecarios y Bibliotecas (IFLA): Mundial de Bibliotecas e Información del Congreso, https://web.archive.org/web/20150706164140/http://conference.ifla.org/
- Las conferencias internacionales de la Sociedad Internacional para el Conocimiento Organización (ISKO), http://www.isko.org/events.html

## Subcampos Común

### Ciencia de la Información
Un anuncio para un profesor titular en ciencias de la información en la Escuela Real de Biblioteconomía y Documentación de la primavera de 2011, ofrece un punto de vista de que las subdisciplinas están bien establecidas: "La investigación y la enseñanza / supervisión deben estar dentro de algunos (y por lo menos uno) de estas áreas de las ciencias de información bien establecidos.
- a. La organización del conocimiento
- b. Estudios Biblioteca
- c. Arquitectura de la información
- d. Comportamiento Información
- e. Recuperación de la información
- f. Sistemas de información
- g. La comunicación académica
- h. Alfabetización Digital
- i. Bibliometría o cienciometría
- j. El diseño de interacción y la experiencia del usuario

Hay otras formas de identificar los subcampos dentro de BCI, por ejemplo mapeo bibliométrico y estudios comparativos de los planes de estudio. Mapas bibliométricos de BCI se han producido, entre otros, Vickery y Vickery (1987, frontispicio), White & McCain (1998), Åström (2002, 2006. Un ejemplo de un estudio de plan de estudios es Kajberg y Lorring, 2005. En esta publicación son los siguientes datos reportados (p 234): "El grado de solapamiento de los diez temas curriculares con temas en los planes de estudio actuales de las escuelas que respondieron LIS"
- Información buscando y la recuperación de Información al 100%
- Gestión de la Biblioteca y la promoción del 96%
- La gestión del conocimiento 86%
- La organización del conocimiento 82%
- Información de la alfabetización y el aprendizaje 76%
- Biblioteca y la sociedad en una perspectiva histórica (Biblioteca de Historia) 66%
- El Sociedad de la información: Las barreras al libre acceso a la información 64%
- El patrimonio cultural y la digitalización del patrimonio cultural (La preservación digital ) 62%
- La biblioteca en la sociedad de la información multicultural: La comunicación internacional e intercultural 42%
- Mediación de la cultura en un contexto Europeo extraordinario del 26% "

A menudo hay una superposición entre estos subcampos de BCI y otros campos de estudio. La mayoría de investigaciones de recuperación de información, por ejemplo, pertenece a la informática; La gestión del conocimiento se considera un subcampo de los estudios de gestión [cita requerida].

## Otras lecturas
- Hjørland, B. (2000). Library and Information Science: Practice, theory, and philosophical basis. Information Processing and Management, 36(3), 501-531.
- Hjørland, B. (2013). Information science and its core concepts: Levels of disagreement. In lbekwe-SanJuan, F., & Dousa, T.(ed.), Fundamental notions of information communication and knowledge (pp. 205-235). Dordrecht: Springer Science+Business Media B.V.
- Järvelin, K. & Vakkari, P. (1993). The Evolution of Library and Information Science 1965-1985: A Content Analysis of Journal Articles. Information Processing & Management, 29(1), 129-144.
- Kajberg, L. (1992). Library and Information Science Research in Denmark 1965-1989: A Content Analysis of R&D Publications. IN: Teknologi och kompetens. Proceedings. 8:de Nordiska konferencen för Information och Dokumentation 19-21/5 1992 i Helsingborg. Stockholm: Tekniska Litteratursällskapet,  233-237.
- McNicol, S. (2003). LIS: The Interdisciplinary Research Landscape. Journal of Librarianship and Information Science, 35(1), 23-30.
- McClure, C. R. & Hernon, P. (eds.). (1991). Library and Information Science Research: Perspectives and Strategies for Improvement. Norwood, N.J.: Ablex.
- Åström, Fredrik (2008).  Formalizing a discipline: The institutionalization of library and information science research in the Nordic countries", Journal of Documentation, Vol. 64 Iss: 5, 721-737.